# Trastorn d'aprenentatge
El trastorn d'aprenentatge (també anomenat dificultat d'aprenentatge o discapacitat d'aprenentatge) és una condició cerebral que provoca dificultats per comprendre o processar informació i pot ser causada per diversos factors. Una "dificultat per aprendre d'una manera típica", no exclou la capacitat per aprendre d'una altra manera. Per tant, es pot descriure amb més precisió a algunes persones afirmant que tenen una "diferència d'aprenentatge", evitant així qualsevol concepcions errònies i possibles estereotips negatius.
Si bé els trastorns d'aprenentatge i les dificultats d'aprenentatge sovint s'utilitzen de forma intercanviable, són conceptes diferents. La dificultat d'aprenentatge es refereix a problemes importants d'aprenentatge en una àrea acadèmica. Aquests problemes, però, no són suficients per justificar un diagnòstic oficial. El trastorn d'aprenentatge, en canvi, és un diagnòstic clínic oficial, pel qual l'individu compleix determinats criteris, determinats per un professional (psicòleg, logopeda, pediatre, psiquiatre, etc.). La diferència es troba en el grau, la freqüència i la intensitat dels símptomes i problemes i, per tant, no s'han de confondre. Quan s'utilitza el terme “trastorn d'aprenentatge”, es descriu un grup de trastorns caracteritzats per un desenvolupament inadequat d'habilitats específiques acadèmiques, de llenguatge i de parla. Trastorns de aprenentatge inclouen els relacionats amb la lectura (dislèxia), l'aritmètica (discalcúlia) i l'escriptura (disgrafia), entre d'altres.

## Definició
Als Estats Units, els representants d'organitzacions compromeses amb l'educació i el benestar d'individus amb trastorns d'aprenentatge són coneguts com a Comitè Mixt Nacional sobre Trastorns d'Aprenentatge (NJCLD). El NJCLD va utilitzar el terme “trastorn d'aprenentatge” per indicar una discrepància entre la capacitat aparent d'aprendre d'un nen i el seu nivell d'assoliment. No obstant això, existien diverses dificultats per crear una definició de trastorn d'aprenentatge. Una d'elles va ser la creença de la disfunció del sistema nerviós central com a base per a comprendre i diagnosticar la dificultat d'aprenentatge. Això entrava en conflicte amb el fet que molts individus que patien disfunció del sistema nerviós central, com els que tenen paràlisi cerebral, no experimentaven trastorns per aprendre. D'altra banda, aquelles persones que tenien múltiples condicions de discapacitat juntament amb trastorn d'aprenentatge sovint rebien una avaluació, planificació i intervenció inapropiades. El NJCLD assenyala que és possible que el trastorn d'aprenentatge es produeixi simultàniament amb altres condicions de discapacitat, però que no obstant això, les dues no s'han de relacionar directament ni confondre.

Tenint en compte això, als anys vuitanta, NJCLD, va definir el terme trastorn d'aprenentatge com: 
 un grup heterogeni de trastorns que es manifesten per dificultats significatives en l'adquisició i l'ús d'habilitats d'escolta, parla, lectura, escriptura, raonament o matemàtiques. Aquests trastorns són intrínsecs a l'individu i se suposa que es deuen a una disfunció del sistema nerviós central. Tot i que un trastorn d'aprenentatge es pot produir simultàniament amb altres condicions de discapacitat (per exemple, discapacitat sensorial, discapacitat intel·lectual, trastorn social i emocional) o influències ambientals (per exemple, diferències culturals, intervencions insuficients o inapropiades, factors psicogènics), no és el resultat directe d'aquestes condicions o influències. 
 La taula rodona sobre TA del 2002 va crear la definició següent: 
 Concepte de TA: Una forta evidència convergent avala la validesa del concepte de trastorns específics d'aprenentatge (TEA). Aquesta evidència és especialment valuosa perquè conflueix entre indicadors i metodologies diferents. El concepte central del TEA implica trastorns de l'aprenentatge i de la cognició que són intrínsecs a l'individu. Els TEA són específics en el sentit que aquests trastorns afecten significativament un rang relativament reduït de resultats acadèmics i de rendiment. El TEA pot produir-se en combinació amb altres condicions discapacitants, però no es deu principalment a altres condicions, com ara discapacitat intel·lectual, trastorn de conducta, falta d'oportunitats per aprendre o dèficits sensorials primaris. 
 El tema de definir els trastorns d'aprenentatge ha generat controvèrsies importants. El terme "trastorn d'aprenentatge" no existia al DSM-IV, però s'ha afegit al DSM-5. El DSM-5 no limita els trastorns d'aprenentatge a un diagnòstic particular com la lectura, les matemàtiques o l'expressió escrita, sinó que empra un criteri de diagnòstic únic que descriu els inconvenients de les habilitats acadèmiques generals i inclou especificadors detallats per a les àrees de lectura, matemàtiques i expressió escrita.

## Efectes
Els efectes de tenir un trastorn d'aprenentatge o una diferència d'aprenentatge no es limiten als resultats educatius: les persones amb trastorns d'aprenentatge també poden tenir problemes socials. Les diferències neuropsicològiques poden afectar la percepció precisa dels indicis socials amb els companys. Els investigadors argumenten que les persones amb trastorns d'aprenentatge no només experimenten efectes negatius com a resultat de les seves distincions d'aprenentatge, sinó també com a conseqüència de portar una etiqueta estigmatitzant. Generalment ha estat difícil determinar l'eficàcia dels serveis d'educació especial a causa de les limitades dades i limitacions metodològiques. Les investigacions emergents als Estats Units suggereixen que adolescents amb discapacitats d'aprenentatge tenen resultats acadèmics més pobres, fins i tot en comparació amb els companys que van començar el batxillerat amb nivells similars d'assoliment i conductes equiparables. Sembla que els seus resultats més pobres poden ser almenys parcialment a causa de les baixes expectatives dels seus professors; les dades mostren que els professors tenen expectatives per als estudiants amb trastorns d'aprenentatge que no coincideixen amb el seu potencial acadèmic (com ho demostren les puntuacions de les proves i els comportaments d'aprenentatge). S'ha dit que hi ha una forta connexió entre els nens amb trastorn d'aprenentatge i el seu rendiment educatiu.
S'han fet molts estudis per avaluar la correlació entre el trstorn d'aprenentatge i l'autoestima. Aquests estudis han demostrat que l'autoestima d'un individu està efectivament afectada per la seva consciència del seu trastorn d'aprenentatge. Els estudiants amb una percepció positiva de les seves capacitats acadèmiques solen tenir una autoestima més elevada que els que no la tenen, independentment del seu assoliment acadèmic real. Tot i això, els estudis també han demostrat que diversos altres factors poden influir en l'autoestima. Les habilitats en àrees no acadèmiques, com l'atletisme i les arts, milloren l'autoestima. A més, també s'ha demostrat que una percepció positiva de la seva aparença física té efectes positius en l'autoestima. Una altra troballa important és que els estudiants amb trastorns d'aprenentatge són capaços de distingir entre la destresa acadèmica i la capacitat intel·lectual. Això demostra que els estudiants que reconeixen les seves limitacions acadèmiques però també són conscients del seu potencial per triomfar en altres tasques intel·lectuals es veuen com a persones intel·lectualment competents, cosa que augmenta la seva autoestima.
La investigació en què participen persones amb trastorns l'aprenentatge que presenten conductes desafiants que posteriorment són tractades amb medicaments antipsicòtics proporciona poca evidència de que cap benefici superi el risc.

## Causes
No s'entenen bé les causes dels trastorns d'aprenentatge i, de vegades, no hi ha una causa aparent. Tot i això, algunes de les causes de deficiències neurològiques inclouen:
Herència i genètica
Els trastorns d'aprenentatge sovint es vinculen a través de la genètica i es donen en la família. Els nens que tenen trastorns d'aprenentatge sovint tenen pares amb el mateix problema. Els nens de mares amb menys de 12 anys d'escolarització tenen més probabilitats de tenir un trastorn lector. Alguns nens tenen mutacions espontànies (és a dir, no presents en cap dels pares) que poden causar trastorns del desenvolupament, incloent trastorns d'’aprenentatge. Un estudi estima que aproximadament un de cada 300 nens presentaven mutacions espontànies, com per exemple un error en el gen CDK13 que està associat a dificultats d'aprenentatge i comunicació en els nens afectats.
Problemes durant l'embaràs i el part
Un trastorn d'aprenentatge pot ser resultat d'anomalies en el desenvolupament cerebral, de malalties o de lesions. Els factors de risc són l'exposició fetal a l'alcohol o a les drogues i el baix pes en néixer. Aquests nens tenen més probabilitats de desenvolupar un trastorn en matemàtiques o en lectura. Els nens que neixen prematurament, tard, o tenen problemes per rebre oxigen tenen més probabilitats de desenvolupar un trastorn d'aprenentatge.
Complicacions després del part
Els trastorns d'aprenentatge també poden ser causats per lesions cerebrals, desnutrició o exposició tòxica (com ara metalls pesants o pesticides). {{ }} 

## Diagnòstic

### Discrepància amb el QI
Les discapacitats d'aprenentatge poden ser identificades per psiquiatres, logopedes, psicòlegs escolars, psicòlegs clínics ineuropsicòlegs i altres especialistes en trastorns d'aprenentatge mitjançant una combinació de proves d'intel·ligència, proves d'assoliment acadèmic, rendiment a l'aula i interacció i aptitud social. Altres àrees d'avaluació poden incloure percepció, cognició, memòria, atenció i habilitats del llenguatge. La informació resultant s'utilitza per determinar si el rendiment acadèmic d'un nen és proporcional a la seva capacitat cognitiva. Si la capacitat cognitiva d'un nen és molt superior al seu rendiment acadèmic, sovint se li diagnostica un trastorn d'aprenentatge. El DSM-V diagnostica d'aquesta manera els trastorns d'aprenentatge.
Tot i que el model de discrepància ha dominat el sistema escolar durant molts anys, hi ha hagut crítiques substancials a aquest enfocament entre els investigadors. Les investigacions recents han proporcionat poques proves que una discrepància entre el coeficient d'intel·ligència i els assoliments sigui un clar indicador de la TA. A més, el diagnòstic per discrepància no prediu l'efectivitat del tractament. Els assoliments acadèmics baixos que no tenen discrepància amb els quocients intel·lectuals (és a dir, que els seus índexs de quocient intel·lectual són també baixos) semblen beneficiar-se del tractament tant com els assoliments acadèmics baixos que tenen discrepància amb els coeficients intel·lectuals (és a dir, que les seves puntuacions intel·lectuals són superiors al que suggeriria el seu rendiment acadèmic).
Des del 1998 hi ha hagut intents de crear un índex de referència més útil que el QI per inferior puntuacions en proves d'assoliment. Per exemple, per a un estudiant el qual el seu vocabulari i els seus coneixements generals coincideixin amb la seva puntuació de comprensió lectora, un professor podria suposar que la comprensió lectora es pot reforçar mitjançant un treball de vocabulari i coneixements generals. Si la puntuació de comprensió lectora és menor en el sentit estadístic esperat, caldria descartar primer aspectes com els problemes de visió

### Resposta a la intervenció
Moltes investigacions actuals s'han centrat en un procés diagnòstic orientat al tractament conegut com a resposta a la intervenció (RAI). Les recomanacions dels investigadors per implementar un model inclouen el cribratge precoç per a tots els estudiants, situant aquells estudiants que tenen dificultats en programes d'intervenció primerenca basats en la investigació, en lloc d'esperar que compleixin els criteris diagnòstics. Es pot controlar el seu rendiment acuradament per determinar si una intervenció cada cop més intensa produeix un progrés adequat. Els que responguin no necessitaran més intervencions. Es considera que "no responen" aquells que no responen adequadament a la intervenció regular a l'aula (sovint anomenada "intervenció de nivell 1") i a una intervenció més intensiva (sovint anomenada intervenció de "nivell 2"). A aquests estudiants se'ls pot oferir més ajuda mitjançant una educació especial, i en aquest cas sovint se'ls identifica amb trastorn d'aprenentatge. Alguns models de RAI inclouen un tercer nivell d'intervenció abans que s'identifiqui un nen amb un trastorn d'aprenentatge.
Un avantatge primordial d'aquest model és que no caldria esperar que un nen estigués massa endarrerit per a poder obtenir l'assistència. Això permet que més nens puguin rebre assistència abans de patir un fracàs important, cosa que pot resultar en una menor quantitat de nens que necessiten serveis d'educació especial intensius i costosos. Als Estats Units, la reautorització del 2004 de la Llei d'Educació sobre Persones amb Discapacitat va permetre als estats i districtes escolars utilitzar el RAI com a mètode per identificar els estudiants amb trastorns d'aprenentatge. El RAI és ara el principal mitjà d'identificació de trastorns d'aprenentatge a Florida.
El procés no té en compte factors neuropsicològics individuals dels nens com la consciència fonològica i la memòria, que poden informar sobre el disseny de la intervenció. En no tenir en compte processos cognitius específics, el RAI no informa els educadors sobre els punts forts i febles relatius dels estudiants. En segon lloc, el RAI requereix considerablement més temps que les tècniques establertes, sovint molts mesos per trobar un nivell d'intervenció adequat. Tercer, requereix un programa d'intervenció fort abans que els estudiants puguin ser identificats amb un trastorn d'aprenentatge. Per acabar, el RAI es considera una iniciativa d'educació regular i està formada per membres de professors d'educació general, conjuntament amb altres professionals qualificats. Els terapeutes ocupacionals (TO), en particular, poden donar suport als estudiants en l'àmbit educatiu ajudant els nens i nenes en àrees acadèmiques i no acadèmiques de l'escola, incloent l'aula, els descansos i l'hora de menjar. Poden proporcionar estratègies, intervencions terapèutiques, suggeriments per a equips adaptatius i modificacions ambientals. Els TO poden treballar estretament amb el professor i els pares del nen per facilitar objectius educatius específics per a cada infant en virtut d'un RAI i / o PI.

### Avaluació
Es poden utilitzar moltes proves baremades per avaluar habilitats en els àmbits acadèmics primaris: lectura, inclosos el reconeixement de paraules, la fluïdesa i la comprensió; matemàtiques, incloent càlcul i resolució de problemes; i expressió escrita, incloent escriptura, ortografia i redacció.
En llengua catalana, les proves estandarditzades més comunes per avaluar la lectoescriptura són el Test d'Anàlisi de la Lectura i Escriptura en Català (TALEC), la Bateria d'Avaluació dels Processos Lectors (PROLEC-R) i la Bateria d'Avaluació dels Processos d'Escriptura (PROESC). Per l'avaluació del rendiment matemàtic, una de les proves més emprades és el TEDI-MATH.
L'objectiu de l'avaluació és determinar què es necessita per a la intervenció, que també requereix tenir en compte les variables contextuals i si hi ha trastorns comòrbids que també s'han d'identificar i tractar, com ara problemes de conducta o retards del llenguatge. Aquestes variables contextuals se solen avaluar mitjançant qüestionaris a pares i professors que valoren el comportament dels estudiants i els comparen amb barems normalitzats.
No obstant això, cal tenir precaució quan se sospita que la persona amb trastorn d'aprenentatge també pot tenir demència, sobretot perquè les persones amb síndrome de Down poden tenir el perfil neuroanatòmic, però no els signes i símptomes clínics associats. L'examen es pot dur a terme tant de funcionament executiu com d'habilitats socials i cognitives, però pot necessitar l'adaptació de proves estandarditzades a les necessitats especials.

## Tipus
Les discapacitats d'aprenentatge es poden classificar tant pel tipus de tractament d'informació afectat pel trastorn com per les dificultats específiques que comporta un dèficit de processament.

### Per etapes de processament de la informació
Els trastorns d'aprenentatge s'engloben en àmplies categories basades en les quatre etapes del processament de la informació que s'utilitzen en l'aprenentatge: entrada, integració, emmagatzematge i sortida. Molts trastorns d'aprenentatge són una compilació d'uns quants tipus d'anormalitats que es produeixen al mateix temps, així com de dificultats socials i trastorns emocionals o de conducta.
Entrada
Aquesta és la informació que es percep a través dels sentits, com la percepció visual i auditiva. Les dificultats en la percepció visual poden causar problemes per reconèixer la forma, la posició o la mida dels ítems visuals. Hi pot haver problemes de seqüenciació, que poden relacionar-se amb dèficits amb intervals de temps de processament o percepció temporal. Les dificultats en la percepció auditiva poden dificultar la detecció de sons competidors per centrar-se en un d'ells, com ara el so de la veu del professor en un entorn d'aula. Sembla que alguns nens no poden processar l'entrada tàctil. Per exemple, poden semblar insensibles al dolor o disgustar-se en ser tocats.
Integració
Aquesta és l'etapa durant la qual l'entrada percebuda s'interpreta, es categoritza, es posa en una seqüència o es relaciona amb aprenentatges anteriors. És possible que els estudiants amb problemes en aquestes àrees no puguin explicar una història en la seqüència correcta; siguin incapaços de memoritzar seqüències d'informació com els dies de la setmana; siguin capaços d'entendre un concepte nou, però no puguin generalitzar-ho a altres àrees d'aprenentatge; o siguin capaços d'aprendre fets, però no de combinar-los per veure la "imatge global". Un vocabulari deficient pot contribuir a problemes de comprensió.
Emmagatzematge
Es poden produir problemes de memòria a curt termini o de treball, o de memòria a llarg termini. La majoria de dificultats de memòria es produeixen amb la memòria a curt termini, cosa que pot dificultar l'aprenentatge de material nou sense més repeticions de l'habitual. Les dificultats amb la memòria visual poden dificultar l'aprenentatge del lletreig.
Sortida
La informació surt del cervell ja sigui a través de paraules, és a dir, del llenguatge oral, o mitjançant l'activitat muscular, com ara gesticular, escriure o dibuixar. Les dificultats amb la sortida del llenguatge poden crear problemes amb la llengua parlada. Aquestes dificultats són al respondre a una pregunta sota demanda, en la qual cal recuperar informació des de l'emmagatzematge, organitzar els nostres pensaments i posar els pensaments en paraules abans de parlar. També pot causar problemes amb el llenguatge escrit pels mateixos motius. Les dificultats amb habilitats motrius poden causar problemes amb la motricitat fina i gruixuda. Les persones amb dificultats motrius greus poden ser maldestres, és a dir, poden ser propensos a ensopegar, caure o xocar amb les coses. També poden tenir problemes per córrer, escalar o aprendre a anar en bicicleta. Les persones amb problemes de motricitat fina poden tenir problemes per escriure a mà o cordar-se les sabates.

### Per funció deteriorada
Els dèficits en qualsevol àrea de processament de la informació es poden manifestar en diversos trastorns específics d'aprenentatge. És possible que un individu tingui més d'una d'aquestes dificultats. Es coneix com a comorbiditat o coincidència de trastorns d'aprenentatge. El terme diagnòstic dual s'utilitza sovint per referir-se a la coincidència de dificultats d'aprenentatge.

#### Trastorn de lectura (codis ICD-10 i DSM-V: F81.0 / 315.00)
Els criteris DSM-V per a un trastorn específic de l'aprenentatge amb dificultats en la lectura són la presència de dificultats en les habilitats lectores (precisió, velocitat i comprensió lectora) (Criteri A), significativament per sota de les esperades en funció de l'edat cronològica, causen un deteriorament important en el rendiment acadèmic o laboral (Criteri B), comencen en edat escolar (Criteri C), i no s'expliquen millor per discapacitats intel·lectuals, trastorns visuals o auditius no corregits, altres trastorns mentals o neurològics, adversitat psicosocial, manca de domini en el llenguatge d'instrucció acadèmica o directrius educatives inadequades (Criteri D).
El trastorn de lectura és la discapacitat d'aprenentatge més comuna. De tots els estudiants amb discapacitats d'aprenentatge específiques, entre el 70 i el 80% tenen dèficits de lectura. El terme "Dislèxia del desenvolupament" s'utilitza sovint com a sinònim del trastorn de la lectura; tanmateix, molts investigadors afirmen que hi ha diferents tipus de trastorns de la lectura, de les quals la dislèxia n'és una. Un trastorn de la lectura pot afectar qualsevol part del procés de lectura, incloent dificultat amb la precisió o fluència en el reconeixement de paraules, o ambdues, descodificació de paraules, velocitat lectora, prosòdia (lectura oral amb expressió) i comprensió lectora. Abans que el terme "dislèxia" prengués protagonisme, aquest trastorn d'aprenentatge solia ser conegut com a "ceguesa a les paraules".
Els indicadors habituals de trastorn de la lectura inclouen dificultat amb la consciència fonològica: la capacitat de separar paraules en els sons que les componen i dificultat per combinar combinacions de lletres amb sons específics (correspondència so-grafema).

#### Trastorn de l'expressió escrita (codis ICD-10 i DSM-V: F81.81/315.2)
Els criteris DSM-V per a un trastorn específic de l'aprenentatge amb dificultats en l'expressió escrita són la presència de dificultats en les habilitats d'escriptura (ortografia, gramàtica i puntuació, i claredat i organització de l'expressió escrita) (Criteri A), significativament per sota de les esperades en funció de l'edat cronològica, causen un deteriorament important en el rendiment acadèmic o laboral (Criteri B), comencen en edat escolar (Criteri C), i no s'expliquen millor per discapacitats intel·lectuals, trastorns visuals o auditius no corregits, altres trastorns mentals o neurològics, adversitat psicosocial, manca de domini en el llenguatge d'instrucció acadèmica o directrius educatives inadequades (Criteri D).
Els individus amb un diagnòstic d'un trastorn de l'expressió escrita solen tenir una combinació de dificultats en les seves habilitats amb l'expressió escrita, evidenciades per errors de puntuació i estructura gramatical de frases, una mala organització de paràgrafs, múltiples errades ortogràfiques i una cal·ligrafia excessivament pobra. Un trastorn de lletreig i escriptura a mà sense cap altra dificultat d'expressió escrita no sol qualificar aquest diagnòstic. Si la mala escriptura es deu a un deteriorament en la coordinació motora dels individus, s'hauria de considerar un diagnòstic de trastorn de coordinació del desenvolupament .
Per diverses organitzacions, el terme "disgrafia" s'ha utilitzat com a terme general per a tots els trastorns de l'expressió escrita.

#### Trastorn matemàtic (codis ICD-10 i DSM-V F81.2/315.1)
Els criteris DSM-V per a un trastorn específic de l'aprenentatge amb dificultat matemàtica són la presència de dificultats en les habilitats matemàtiques (sentit dels números, memorització d'operacions aritmètiques, càlcul fluid, raonament matemàtic) (Criteri A), significativament per sota de les esperades en funció de l'edat cronològica, causen un deteriorament important en el rendiment acadèmic o laboral (Criteri B), comencen en edat escolar (Criteri C), i no s'expliquen millor per discapacitats intel·lectuals, trastorns visuals o auditius no corregits, altres trastorns mentals o neurològics, adversitat psicosocial, manca de domini en el llenguatge d'instrucció acadèmica o directrius educatives inadequades (Criteri D).
A vegades anomenada discalculia, un trastorn matemàtic comporta dificultats com aprendre conceptes matemàtics (com ara quantitat, valor del lloc i temps), dificultat per memoritzar fets matemàtics, dificultat per organitzar números i comprendre com s'organitzen els problemes a la pàgina. Sovint es diu que els discalcúlics presenten un "sentit numèricc" deficient.

#### No presents al ICD-10 / DSM-V
- Trastorn d'aprenentatge no verbal : les discapacitats d'aprenentatge no verbal sovint es manifesten en malaptesa, pobres habilitats viso-espacials, relacions socials problemàtiques, dificultats amb les matemàtiques i pobres habilitats organitzatives. Aquests individus sovint tenen fortaleses específiques en els dominis verbals, com ara una parla precoç, gran vocabulari, habilitats de lectura i ortografia precoces, excel·lent memòria de roteig i retenció auditiva i autoexpressió eloqüent.[41]
- Trastorns de parla i escolta: les dificultats que sovint es produeixen amb discapacitats d'aprenentatge inclouen dificultats amb la memòria, les habilitats socials i les funcions executives (com les habilitats organitzatives i la gestió del temps).

## Tractament
Les intervencions inclouen:
- Model de domini:

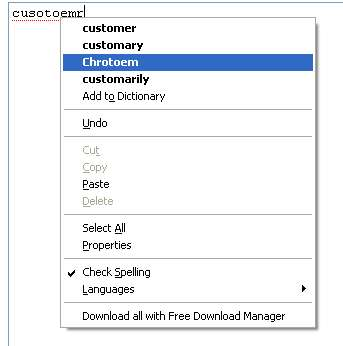
Els correctors ortogràfics són una eina per gestionar les discapacitats d'aprenentatge.

  - Els estudiants treballen al seu propi nivell de domini.
  - Pràctica
  - Assoliment d'habilitats fonamentals abans de passar al següent nivell
    - Nota: aquest plantejament és probable que es faci servir amb estudiants adults o fora del sistema escolar principal.
- Intervenció directa:[42]
  - Subratlla les lliçons curosament planificades per a petits increments d'aprenentatge
  - Plans de lliçó guiats
  - Interacció ràpida entre professor i estudiants
  - Correcció dels errors immediatament
  - Agrupació basada en èxits
  - Valoracions freqüents del progrés
- Ajustaments de classe:
  - Assignatures especials
  - Tasques alternatives o modificades
  - Exàmens modificats
  - Entorn tranquil
- Equipament especial:
  - Processadors de text amb correctors ortogràfics i diccionaris
  - Programes de text a discurs i de parla a text
  - Calculadores parlants
  - Audio-llibres
  - Activitats basades en ordinador
- Ajudants de l'aula:
  - Prenedors de notes
  - Lectors
  - Correctors
  - Escribents
- Educació especial:
  - Hores prescrites a una sala de recursos
  - Ubicació en una sala de recursos[43]
  - Matriculació en una escola especial per estudiants amb trastorns d'aprenentatge
  - Pla individual (IP)
  - Teràpia educativa

Sternberg ha defensat que la correcció precoç pot reduir molt el nombre de nens que compleixen criteris de diagnòstic per a trastorns d'aprenentatge. També ha suggerit que l'enfocament en els trastorns d'aprenentatge i la provisió d'adaptacions a l'escola no reconeix que les persones tenen una sèrie de punts forts i febles i posa un èmfasi indegut en l'èxit acadèmic insistint que la gent hauria de rebre suport addicional en aquest terreny, però no en música o esports. Altres investigacions han assenyalat l'ús de les sales de recursos com un component important, tot i que sovint polititzat per educar els estudiants amb trastorns d'aprenentatge.

## Diferències amb altres trastorns
Les persones amb un quocient intel·lectual inferior a 70 es caracteritzen generalment per tenir una discapacitat intel·lectual i no s'inclouen en la majoria de definicions de trastorns d'aprenentatge, ja que es considera que la seva dificultat per aprendre està relacionada directament amb la seva baixa intel·ligència.
El trastorn per dèficit d'atenció amb hiperactivitat (TDAH) s'estudia sovint en relació amb trastorns d'aprenentatge, però en realitat no s'inclou en les definicions estàndard de trastorns d'aprenentatge. Una persona amb TDAH pot tenir problemes amb l'aprenentatge, però sovint pot aprendre adequadament una vegada tractat amb èxit el TDAH. Una persona pot tenir TDAH però no trastorns d'aprenentatge, o tenir un trastorn d'aprenentatge sense tenir TDAH. Ambdós trastorns poden coincidir.
De vegades, les persones diagnosticades de TDAH tenen problemes d'aprenentatge. Alguns dels problemes que tenen les persones amb TDAH poden incloure falta de motivació, alts nivells d'ansietat i incapacitat de processar informació. Hi ha estudis que suggereixen que les persones amb TDAH generalment tenen una actitud positiva envers els temes acadèmics i, amb habilitats d'estudi desenvolupades, poden exercir de la mateixa manera que els individus sense dificultats d'aprenentatge. A més, l'ús de fonts alternatives de recollida d'informació, com ara llocs web, grups d'estudi i centres d'aprenentatge, pot ajudar a una persona amb TDAH a tenir èxit acadèmic.
Algunes investigacions comencen a argumentar que el TDAH s'hauria d'incloure com a trastorn d'aprenentatge, ja que s'ha demostrat que té un fort efecte sobre les “funcions executives” necessàries per a l'aprenentatge.  La investigació científica continua explorant els trets, les dificultats i els estils d'aprenentatge dels que tenen TDAH.